# Silvio Soldini
Pour les articles homonymes, voir Soldini.
Silvio Soldini (né le 1er août 1958 à Milan, en Lombardie) est un réalisateur de cinéma italo-suisse. C'est le frère du navigateur Giovanni Soldini.

## Biographie
Silvio Soldini est originaire du canton du Tessin. À 21 ans, il abandonne la faculté de sciences politiques et déménage à New York pour étudier le cinéma à la Université de New York. De cette expérience naît Drimage, son premier court métrage.
Il revient à Milan en 1982 où il commence à travailler comme traducteur de téléfilms américains et comme aide réalisateur publicitaire. Il se lie d'amitié avec un groupe de passionnés de cinéma, parmi lesquels Luca Bigazzi qui sera ensuite son directeur de la photographie.
Il fonde la maison de production Monogatari avec Giorgio Garini et Daniele Maggioni. Avec celle-ci, il réalise en 1990 son premier long métrage L'Air serein de l'Occident (it), en concours à Locarno, un film s'inscrivant dans la renaissance du cinéma italien dans les années 1990.
Même si ce n'est pas simplement un héritier de la comédie à l'italienne des années 1950 et 60, il est à son aise avec des comédies sentimentales et rocambolesques comme Pain, tulipes et comédie. D'autres films comme Un'anima divisa in due demandent plus de concentration.

## Filmographie
- 1982 : Drimage
- 1983 : Paesaggio con figure
- 1984 : Giulia in ottobre (it)
- 1987 : L'amico di Matilde
- 1990 : L'Air serein de l'occident (it) (L'aria serena dell'ovest)
- 1992 : Antonio e Cleo
- 1993 : Un'anima divisa in due
- 1993 : Femmine, folle e polvere d'archivio
- 1994 : Miracoli, storie per corti
- 1997 : Les Acrobates (it) (Le acrobate)
- 1999 : Rom Tour
- 2000 : Pain, Tulipes et Comédie (Pane e tulipani)
- 2002 : Je brûle dans le vent (Brucio nel vento)
- 2004 : Agata e la tempesta
- 2007 : Giorni e nuvole
- 2010 : Ce que je veux de plus (Cosa voglio di più)
- 2012 : Il comandante e la cicogna (it)
- 2013 : Per altri occhi - avventure quotidiane di un manipolo di ciechi
- 2017 : Emma (it) (Il colore nascosto delle cose)
- 2021 : 3/19 (it)

## Récompenses et nominations
- 1994 : Miracoli, storie per corti – de Mario Martone, Paola Rosa et Silvio Soldini
  - Prix du meilleur court métrage italien de l’année – Mention Spéciale au festival international du jeune cinéma de Turin, Italie
  - Prix FEDIC, mention spéciale, au festival du cinéma de Venise, Italie
- 2000 : Pain, tulipes et comédie (Pane e tulipani) de Silvio Soldini
  - David du meilleur réalisateur, Italie
  - David du meilleur scénario, Italie
  - Prix d’Argent du film étranger par la guilde des arts germaniques du cinéma, Allemagne
  - Ruban d'argent du meilleur réalisateur par le syndicat national italien des journalistes de cinéma, Italie
  - Ruban d’argent du meilleur scénario par le syndicat national italien des journalistes de cinéma, Italie
  - Arena d’Or du meilleur scénario de la compétition européenne au festival du cinéma de Pula, Croatie
  - Prix du Jury de la découverte du cinéma du meilleur scénario au festival des arts de comédie U.S. de Aspern Colorado, USA
- 2004 : Je brûle dans le vent (Brucio nel vento) de Silvio Soldini 
  - Prix Sergio-Leone au Festival du film italien d'Annecy

### Crédits de traduction
- (it) Cet article est partiellement ou en totalité issu de l’article de Wikipédia en italien intitulé « Silvio Soldini » (voir la liste des auteurs).